# Clint Bajakian
Clinton (Clint) James Bajakian (nascido em 1962) é um compositor e músico americano de jogos eletrônicos.
Bajakian nasceu em Bryn Mawr, Pensilvânia. Ele foi ligado à música aos oito anos de idade. No ensino médio, Bajakian tocou em bandas marciais e também em várias bandas de rock no período de 1977 a 1984. Ele estudou música no Conservatório de Música da Nova Inglaterra, ganhando graus de duplo-Bacharel em Artes em Performance de Violão Clássico. Então, Bajakian matriculou-se na Universidade de Michigan, obtendo o título de Mestre de Música em Composição Musical.
Depois disso, ele ingressou na LucasArts a convite de seu bom amigo e parceiro de banda, Michael Land. Bajakian trabalhou para a LucasArts de 1991 até maio de 2000. Ele trabalhou em vários jogos clássicos da LucasArts, onde ganhou grande parte de sua fama com Michael Land e Peter McConnell, outros compositores principais da LucasArts. Enquanto estava lá, Bajakian ganhou fama por sua trilha sonora influenciada por Ennio Morricone para o jogo de tiro de faroeste de 1997, Outlaws, que recebeu o prêmio Special Achievement da Computer Gaming Magazine.
Depois de sair da LucasArts, ele formou sua própria produtora de som, C.B. Studios. Sua empresa mudou de nome para The Sound Department e, finalmente, para Bay Area Sound. Recentemente, ele se aventurou a trabalhar com outras editoras, além de escrever a trilha sonora do curta-metragem, The Upgrade. Bajakian ingressou na Sony Computer Entertainment em 2004 e chefiou o grupo de produção musical em trilha sonora original como gerente musical sênior até 2013. Em outubro de 2013, ele se tornou vice-presidente de desenvolvimento e compositor no Pyramind Studios, contribuindo com a música original de World of Warcraft: Warlords of Draenor da Blizzard Entertainment, entre outros projetos.
Clint Bajakian foi o primeiro vice-presidente e co-fundador da Game Audio Network Guild e é membro da Academy of Interactive Arts and Sciences. Em 2013, Bajakian recebeu o Lifetime Achievement Award da Game Audio Network Guild e em 2012, o Outstanding Alumni Award do Conservatório de Música da Nova Inglaterra.

## Discografia

### Trilhas sonoras de jogos eletrônicos
| Ano  | Título                                         | Notas                                                                                       |
| ---- | ---------------------------------------------- | ------------------------------------------------------------------------------------------- |
| 1991 | Monkey Island 2: LeChuck's Revenge             | com Michael Land e Peter McConnell                                                          |
| 1992 | Indiana Jones and the Fate of Atlantis         | com Michael Land e Peter McConnell                                                          |
| 1993 | Day of the Tentacle                            | com Michael Land e Peter McConnell                                                          |
| 1993 | Sam and Max Hit the Road                       | com Michael Land e Peter McConnell                                                          |
| 1993 | Star Wars: X-Wing                              | com Michael Land e Peter McConnell                                                          |
| 1993 | Star Wars: Rebel Assault                       | Edição de Som & Processamento                                                               |
| 1994 | Star Wars: TIE Fighter                         | Música e Regência, Efeitos Digitais de Som, Direção e Edição Adicionais                     |
| 1995 | Star Wars: Dark Forces                         | Música e Regência, Efeitos Sonoros Digitais, Patches de Instrumentos                        |
| 1995 | Full Throttle                                  | Som                                                                                         |
| 1995 | The Dig                                        | Design de Ambiente                                                                          |
| 1996 | Star Wars: Shadows of the Empire               | Editor de Música/Controle de Qualidade de Som                                               |
| 1996 | Indiana Jones and his Desktop Adventures       | Música & Edição de Eefeitos Sonoros                                                         |
| 1997 | Outlaws                                        | Com Mark Crowley e Hans Christian Reumschuessel                                             |
| 1997 | Star Wars: Jedi Knight – Dark Forces II        | Som                                                                                         |
| 1997 | The Curse of Monkey Island                     | Design de Som                                                                               |
| 1998 | Grim Fandango                                  | Design de Som                                                                               |
| 1998 | Star Wars: Jedi Knight – Mysteries of the Sith | Processamento de Voz                                                                        |
| 1998 | Star Wars: DroidWorks                          | Edição de Música, Edição de Som Ambiente, Processamento de Voz, Supervisor de Design de Som |
| 1999 | Indiana Jones and the Infernal Machine         | Adaptação de Músicas Temas de John Williams                                                 |
| 1999 | Star Wars: Yoda's Challenge – Activity Center  | Música Original e Direção                                                                   |
| 1999 | Star Wars: X-Wing Alliance                     | Edição de Música                                                                            |
| 1999 | Star Wars: Anakin's Speedway                   | Supervisor de Design de Som                                                                 |
| 2000 | Star Wars Episode I: Jedi Power Battles        | Designer Líder de Som                                                                       |
| 2000 | Star Wars: Force Commander                     | Supervisor de Produção de Som                                                               |
| 2000 | Star Wars: Demolition                          | Design de Som                                                                               |
| 2000 | Escape from Monkey Island                      | Supervisor Musical                                                                          |
| 2001 | Star Wars: Super Bombad Racing                 | Supervisor Musical                                                                          |
| 2001 | The Simpsons Wrestling                         | Efeitos de Som                                                                              |
| 2002 | Metal Dungeon                                  | Efeitos de Som                                                                              |
| 2002 | Star Trek: Bridge Commander                    | Produção de Som, CB Studios                                                                 |
| 2002 | Star Wars: Jedi Knight II – Jedi Outcast       | Edição de Música                                                                            |
| 2003 | Star Wars: Jedi Knight – Jedi Academy          | Edição de Música                                                                            |
| 2003 | Indiana Jones and the Emperor's Tomb           | Com Steve Zuckerman                                                                         |
| 2003 | Unreal II: The Awakening                       | Com Jack Wall, Jeremy Soule, Alexander Brandon e Crispin Hands                              |
| 2003 | Star Wars: Knights of the Old Republic         | Design de Som Adicional                                                                     |
| 2003 | The Lord of the Rings: The Return of the King  | Design de Som Adicional                                                                     |
| 2003 | NFL GameDay 2004                               | Gravação de Cânticos, Direção, e Produção                                                   |
| 2003 | MTV Celebrity Deathmatch                       | Som                                                                                         |
| 2003 | Battlestar Galactica                           | Compositor de FMV, com Cris Liesch, Tom Zehnder e Steve Kuray                               |
| 2004 | The Bard's Tale                                | Com Tommy Tallarico, Jared Emerson-Johnson e Peter McConnell                                |
| 2004 | Tiger Woods PGA Tour 2005                      | Música adicional                                                                            |
| 2004 | Star Wars Trilogy: Apprentice of the Force     | Adaptação Original de Mísica, com Jocelyn Daoust                                            |
| 2004 | Rise to Honor                                  | Design de Som                                                                               |
| 2004 | 007: Everything or Nothing                     | Design de Som                                                                               |
| 2005 | SOCOM 3 U.S. Navy SEALs                        | Supervisor Musical                                                                          |
| 2005 | God of War                                     | Supervisor Musical                                                                          |
| 2006 | Syphon Filter: Dark Mirror                     | Com Jonathan Mayer, Mark Snow e Lior Rosner                                                 |
| 2006 | Thrillville                                    | Com vários outros                                                                           |
| 2006 | SOCOM U.S. Navy SEALs: Fireteam Bravo 2        | Supervisor Senior Musical                                                                   |
| 2007 | Uncharted: Drake's Fortune                     | Supervisor Senior Musical                                                                   |
| 2007 | Warhawk                                        | Supervisor Senior Musical                                                                   |
| 2007 | SOCOM U.S. Navy SEALs: Tactical Strike         | Supervisor Senior Musical                                                                   |
| 2007 | PAIN                                           | Supervisor Senior Musical                                                                   |
| 2007 | Lair                                           | Supervisor Senior Musical                                                                   |
| 2007 | God of War II                                  | Supervisor Senior Musical                                                                   |
| 2008 | Twisted Metal: Head-On – Extra Twisted Edition | Supervisor Senior Musical                                                                   |
| 2008 | God of War: Chains of Olympus                  | Supervisor Senior Musical                                                                   |
| 2008 | SOCOM U.S. Navy SEALs: Confrontation           | Gerente Senior Musical                                                                      |
| 2008 | MotorStorm: Pacific Rift                       | Gerente Senior Musical                                                                      |
| 2008 | Linger in Shadows                              | Gerente Senior Musical                                                                      |
| 2009 | Uncharted 2: Among Thieves                     | Gerente Senior Musical                                                                      |
| 2009 | Resistance: Retribution                        | Gerente Senior Musical                                                                      |
| 2009 | Jak and Daxter: The Lost Frontier              | Gerente Senior Musical                                                                      |
| 2009 | inFAMOUS                                       | Gerente Senior Musical                                                                      |
| 2009 | Gran Turismo                                   | Gerente Senior Musical                                                                      |
| 2009 | Flower                                         | Gerente Senior Musical                                                                      |
| 2009 | Fat Princess                                   | Gerente Senior Musical                                                                      |
| 2009 | inFAMOUS                                       | Tocou violão                                                                                |
| 2009 | Killzone 2                                     | SCEA Masterizador Musical                                                                   |
| 2009 | God of War Collection                          | Agradecimento especial                                                                      |
| 2010 | God of War III                                 | Gerente Senior Musical                                                                      |
| 2010 | Syphon Filter: Logan's Shadow                  | Gerente Senior Musical                                                                      |
| 2010 | Sports Champions                               | Gerente Senior Musical                                                                      |
| 2010 | SOCOM U.S. Navy SEALs: Fireteam Bravo 3        | Gerente Senior Musical                                                                      |
| 2010 | ModNation Racers                               | Gerente Senior Musical                                                                      |
| 2010 | MAG                                            | Gerente Senior Musical                                                                      |
| 2010 | Heavy Rain                                     | Gerente Senior Musical                                                                      |
| 2010 | God of War: Ghost of Sparta                    | Gerente Senior Musical                                                                      |
| 2010 | Fat Princess: Fistful of Cake                  | Gerente Senior Musical                                                                      |
| 2011 | Uncharted 3: Drake's Deception                 | Gerente Senior Musical                                                                      |
| 2011 | Uncharted: Golden Abyss                        | Gerente Senior Musical                                                                      |
| 2011 | SOCOM 4 U.S. Navy SEALs                        | Gerente Senior Musical                                                                      |
| 2011 | MotorStorm: Apocalypse                         | Gerente Senior Musical                                                                      |
| 2011 | Medieval Moves: Deadmund's Quest               | Gerente Senior Musical                                                                      |
| 2011 | Infamous: Festival of Blood                    | Gerente Senior Musical                                                                      |
| 2011 | inFAMOUS 2                                     | Gerente Senior Musical                                                                      |
| 2011 | Killzone 3                                     | SCEA PD Services Group                                                                      |
| 2012 | Twisted Metal                                  | Gerente Senior Musical                                                                      |
| 2012 | Starhawk                                       | Gerente Senior Musical                                                                      |
| 2012 | Sorcery                                        | Gerente Senior Musical                                                                      |
| 2012 | Resistance: Burning Skies                      | Gerente Senior Musical                                                                      |
| 2012 | Journey                                        | Gerente Senior Musical                                                                      |
| 2012 | Datura                                         | Gerente Senior Musical                                                                      |
| 2013 | Sound Shapes                                   | Gerente Senior Musical                                                                      |
| 2013 | Sly Cooper: Thieves in Time                    | Gerente Senior Musical                                                                      |
| 2013 | God of War: Ascension                          | Supervisor Senior Musical                                                                   |
| 2014 | World of Warcraft: Warlords of Draenor         | Com vários outros                                                                           |
| 2014 | Broken Age                                     | Diretor Criativo da Pyramind                                                                |
| 2015 | Grim Fandango: Remastered                      | Design de som, tocou violões e escaleta                                                     |
| 2016 | Day of the Tentacle: Remastered                | Música Original, agradecimento especial                                                     |
| 2018 | World of Warcraft: Battle for Azeroth          | Música adicional                                                                            |
| 2019 | Death Stranding                                | Assobiando                                                                                  |
| 2021 | Psychonauts 2                                  | Tocou guitarra                                                                              |
| 2022 | Return to Monkey Island                        | Com Michael Land e Peter McConnell                                                          |

### Trilha sonora de filmes
- Panzehir (2014)

## Filmografia

### Jogos eletrônicos
| Ano  | Título                                    | Papel de dublagem                          | Notas         |
| ---- | ----------------------------------------- | ------------------------------------------ | ------------- |
| 1993 | Super Star Wars: The Empire Strikes Back  | Darth Vader                                |               |
| 1993 | Star Wars: X-Wing                         | Darth Vader                                | Não creditado |
| 1997 | Star Wars: Masters of Teräs Käsi          | Darth Vader                                |               |
| 1999 | Star Wars: Episode I – The Phantom Menace | Jabba the Hutt                             | [ 13 ]        |
| 1999 | Star Wars Episode I: The Gungan Frontier  | Narrador                                   | [ 13 ]        |
| 2000 | Star Wars: Demolition                     | Jabba the Hutt / Boush / Battle Droid      | [ 13 ]        |
| 2001 | Star Wars: Super Bombad Racing            | Darth Maul                                 | [ 13 ]        |
| 2001 | Star Wars: Obi-Wan                        | Bith Band Member / Jin'ha Warrior          | [ 13 ]        |
| 2001 | Star Wars Episode I: Battle for Naboo     | Borvo the Hutt / Ric Olie / Naboo Citizien |               |
| 2002 | Star Wars Racer Revenge                   | Jabba the Hutt                             | [ 13 ]        |
| 2002 | Star Wars: Galactic Battlegrounds         | Boorka the Hutt / Jabba the Hutt           |               |
| 2002 | Star Wars: Bounty Hunter                  | Jabba the Hutt / Meeko's Thug              | [ 13 ]        |

### Outros trabalhos
- The Upgrade (2000)